# Georgenkirche (Rötha)

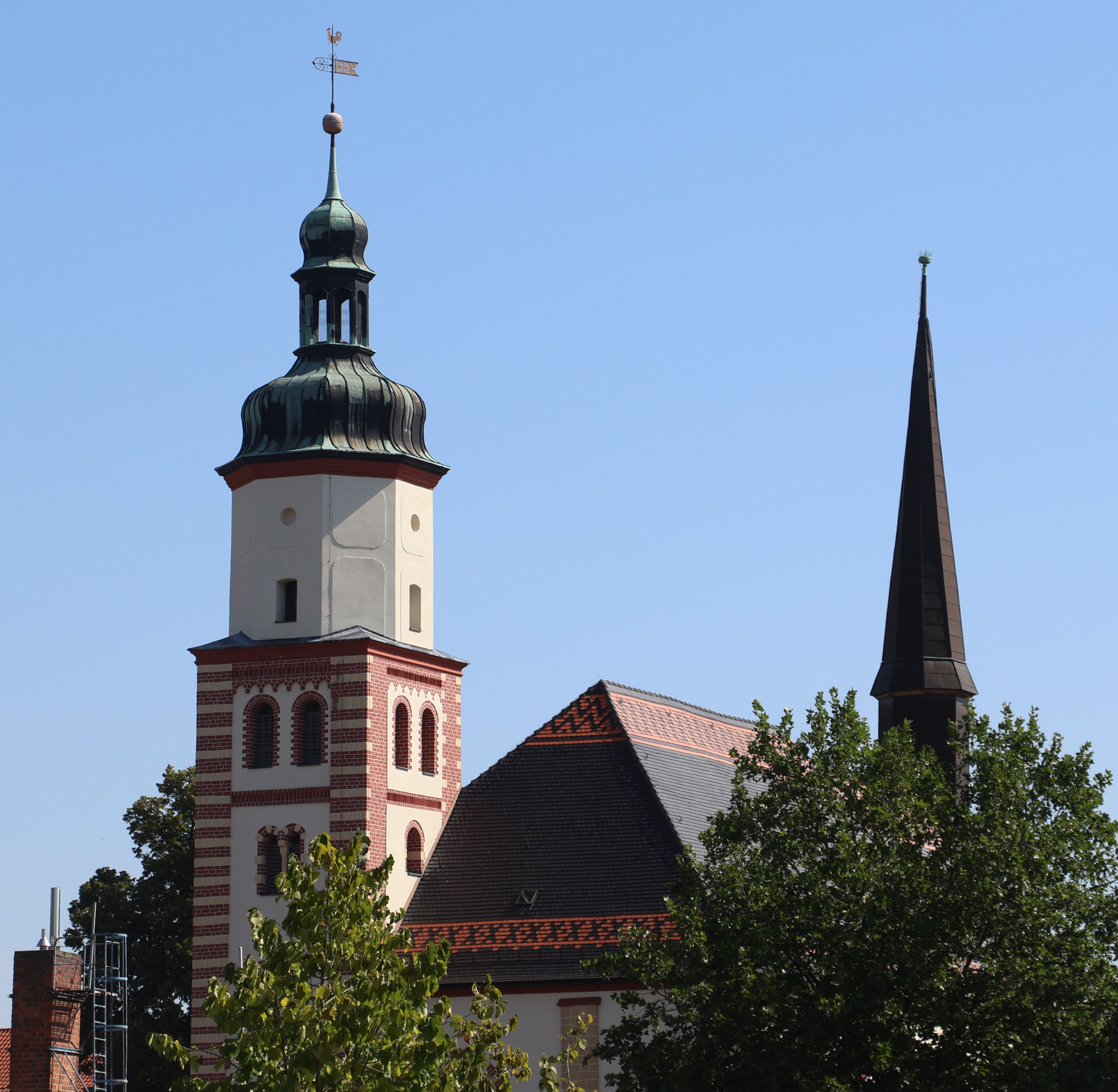
Georgenkirche Rötha

Die Georgenkirche ist die Stadtkirche von Rötha. Durch ihre Entstehungszeit im 12. Jahrhundert und spätere Ergänzungsbauten weist sie romanische, gotische und barocke Bauelemente auf. Sie gilt deshalb und mit ihrer Silbermann-Orgel neben der Marienkirche des Ortes als eines der bedeutendsten Kulturdenkmale im Südraum von Leipzig und steht unter Denkmalschutz. Sie gehört zum Kirchspiel im Leipziger Neuseenland im Kirchenbezirk Leipziger Land der Evangelisch-Lutherischen Landeskirche Sachsens.

## Baugeschichte

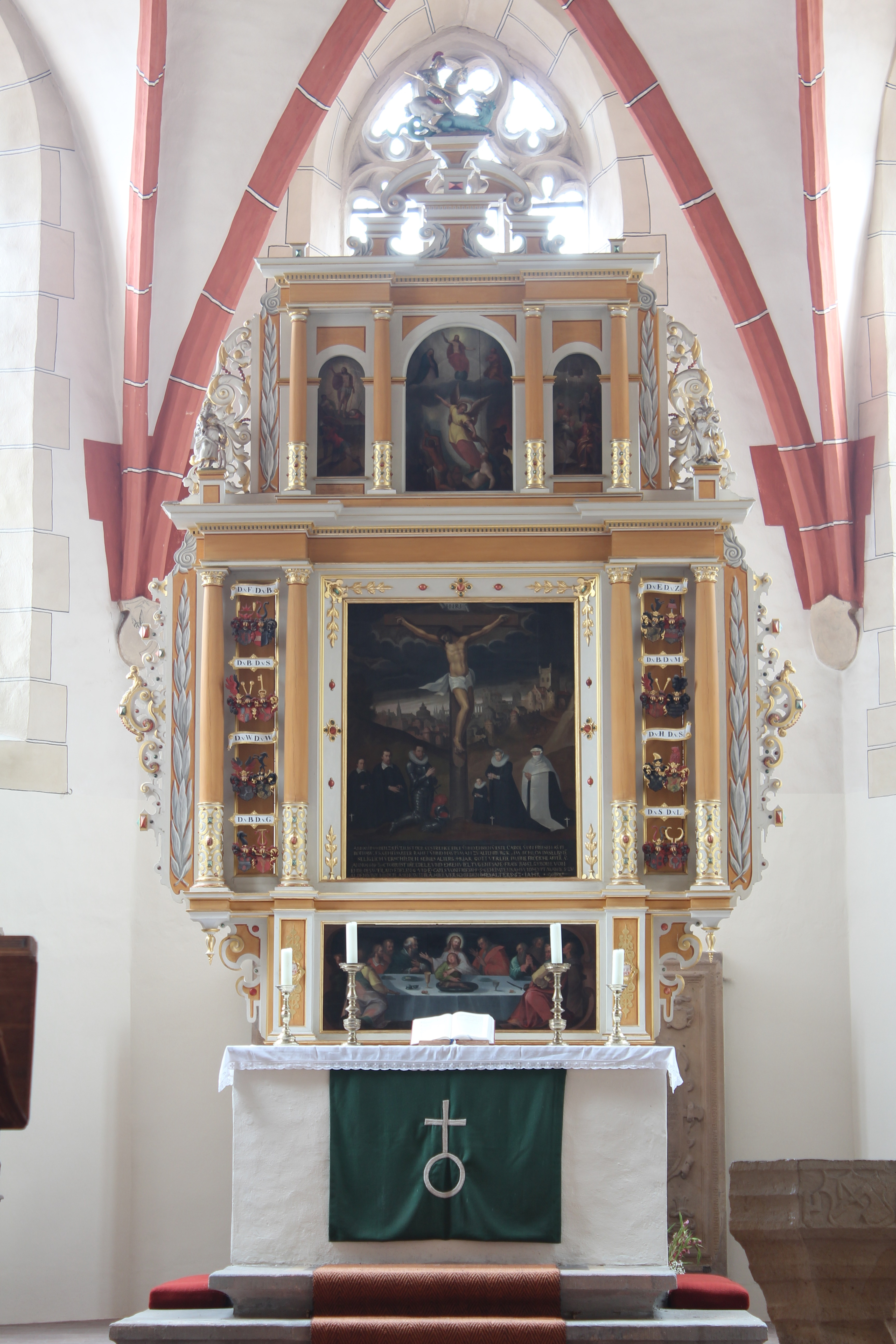
Altar aus dem Jahr 1620
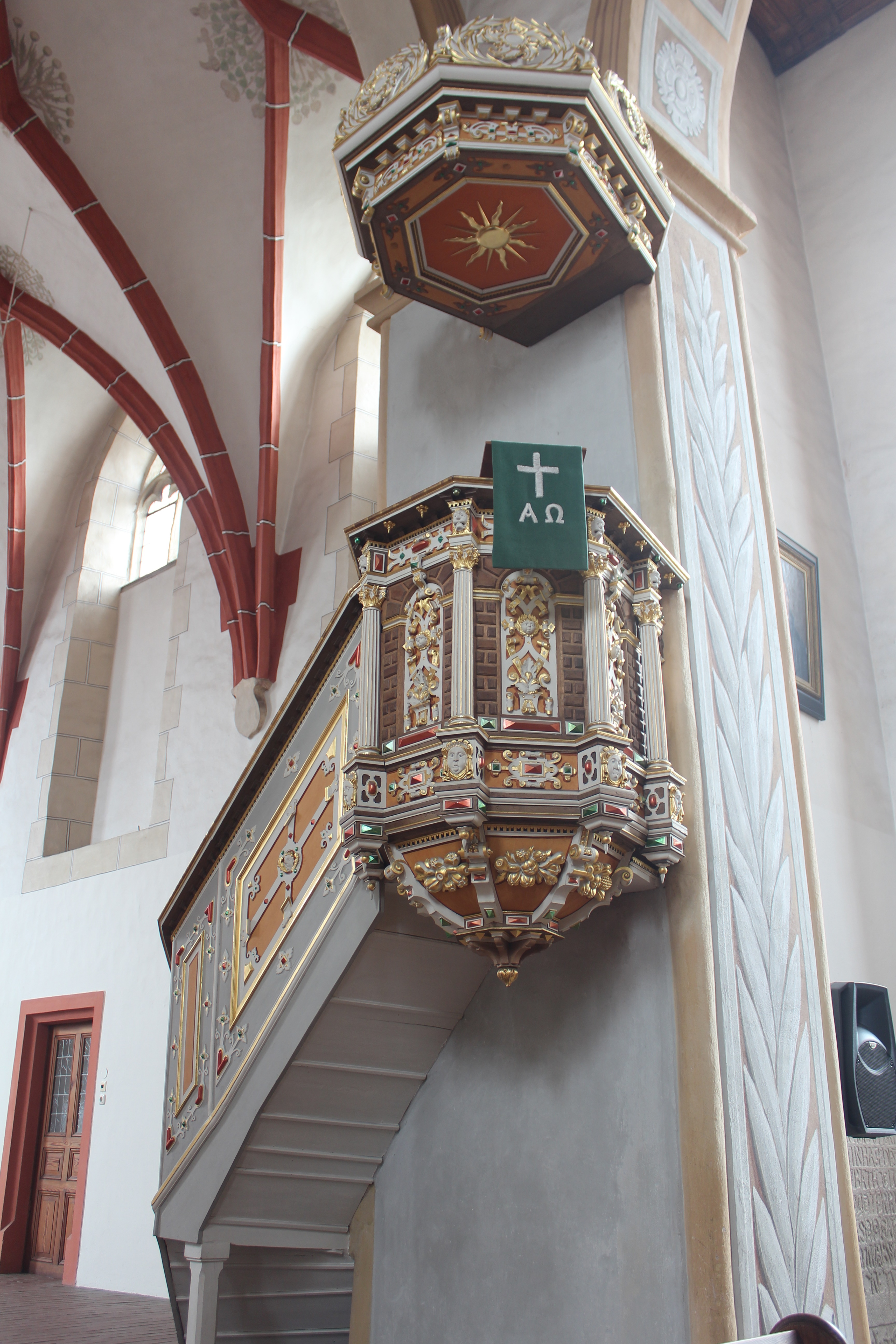
Kanzel aus dem Jahr 1620
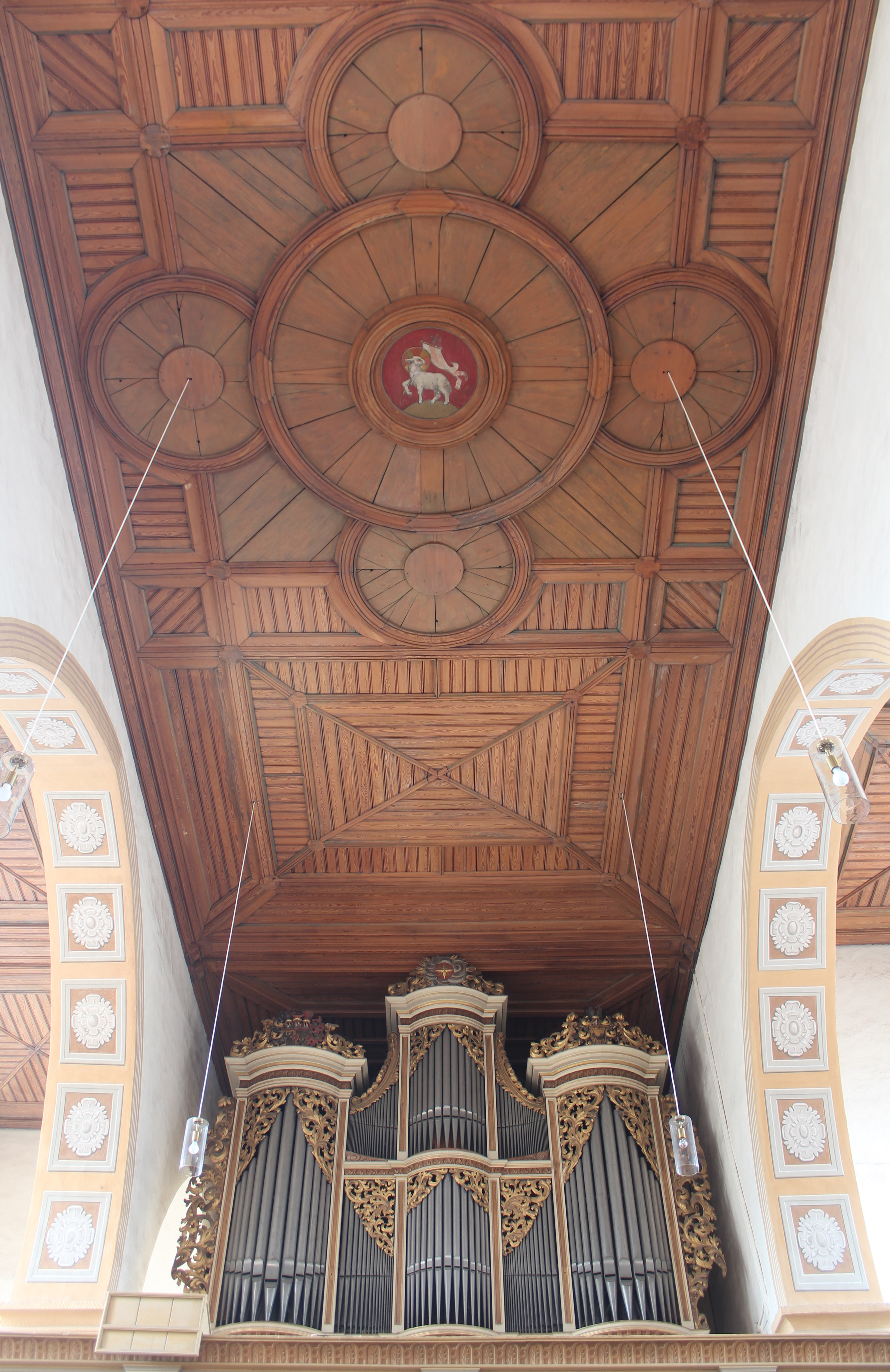
Flachdecke von 1896/97 mit der Silbermann-Orgel (1721)

Die Kirche ist um 1140 entstanden. Von der ursprünglichen Anlage als romanische Pfeilerbasilika sind Teile der Außenmauern, die Stützen des Langhauses und der auf zwei Türme geplante Westbau erhalten. Von den beiden Türmen wurde aber nur der nördliche errichtet. 1510 wurde der wohl baufällige romanische Chorraum abgerissen und durch einen dreijochigen spätgotischen Chor ersetzt, der etwa dreimal so groß ist wie der vorherige war. Die drei Bronzeglocken von 1516, 1518 und 1592 sind über zwei Weltkriege erhalten geblieben.
Um 1620 stiftete der Patronatsherr Carl Freiherr von Friesen den Altar. Aus dem gleichen Jahr stammt die Kanzel. 1682 wurde das Langhaus zur flachgedeckten Halle umgebaut. Die Langhausfenster wurden in „gotisierendem Stil“ erstellt und damit völlig geänderte Lichtverhältnisse geschaffen. Der quadratische, romanische Turm wurde mit einem achteckigen barocken Turmaufsatz ergänzt und die Portale barock gestaltet. An die Romanik erinnern noch der quadratische Turmbau und der Westgiebel.
1721 erbaute Gottfried Silbermann die Orgel auf die kurz zuvor entstandene Westempore. 1896/1897 erfolgte eine Renovierung unter dem Architekten Theodor Quentin, bei der die Choranbauten erneuert, die gefelderte Flachdecke eingezogen und das Gestühl erneuert wurden. Bei der Innenrenovierung im Jahr 1970 wurde die ursprüngliche Malerei im Chor wieder freigelegt. 2004 wurde das Dach neu eingedeckt und 2017 die Fassade restauriert. 2013 wurde ein 1510 entstandenes und auf dem Kirchendachboden dem Verfall preisgegebenes Triumphkreuz mit einem 2,20 m großen Korpus restauriert und in der Kirche aufgehängt.

## Beschreibung

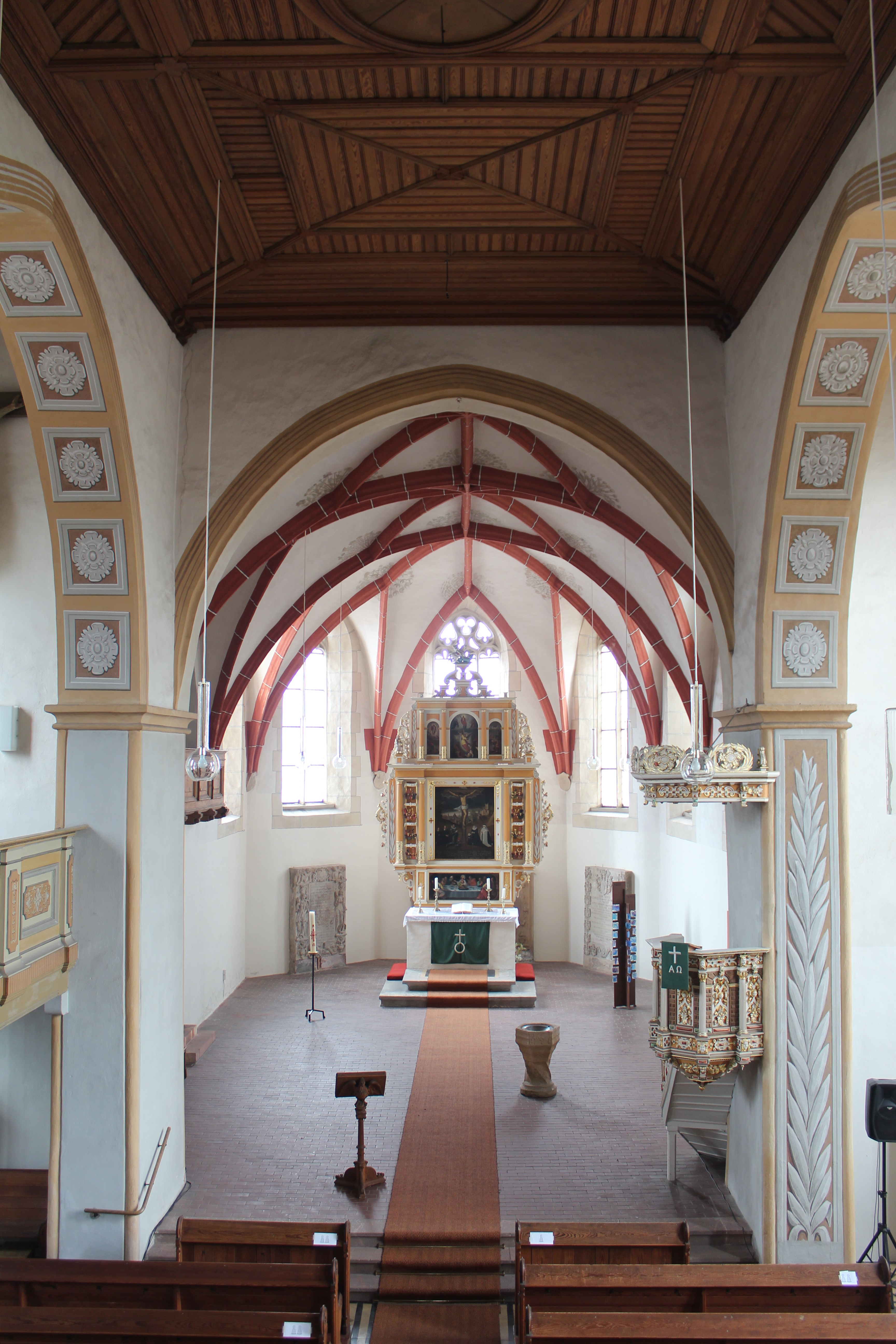
Blick von der Orgelempore zum Chor
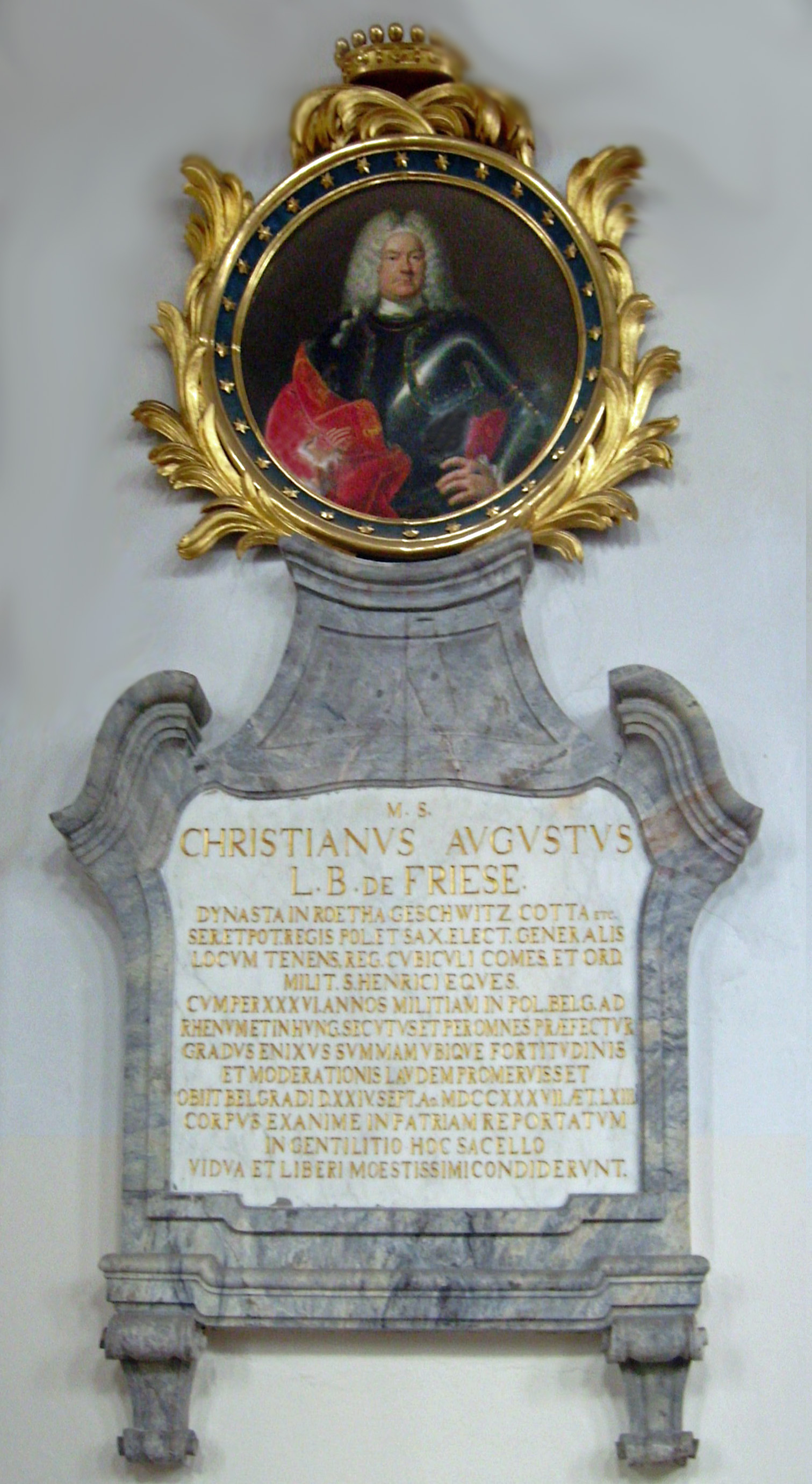
Epitaph des Christian August von Friesen

Am Westgiebel in Quader- und Ziegelmauerwerk mit dem Hauptportal fallen an romanischen Schmuckelementen breite Ecklisenen, ein dreiteiliges Rundbogenfenster mit Spiralsäulchen und Bogenfriese auf. Der romanische Teil des Turmes zeigt Doppelarkaden mit eingestellten Säulen, ebenfalls Bogenfriese und deutsches Band. Der achteckige barocke Turmaufsatz trägt eine feingeschwungene Kuppel mit Laterne und Zwiebel.
Die Dächer von Langhaus und Chor sind schwarz gedeckt mit zwei roten Zierkanten. Das Langhaus zeigt nach Westen ein geknicktes Walmdach. Am östlichen Ende des Dachfirsts des Chores sitzt ein quadratischer Dachreiter auf, der in eine achteckige, fast die Höhe des Hauptturms erreichende Spitze ausläuft.
Im zweijochigen Langhaus werden die Seitenschiffe durch weite Spitzbogen getrennt. An der Nord- und der Westseite befinden sich Emporen. Der Chor in der Breite des Mittelschiffes besitzt einen Fünfachtelschluss und trägt ein auf Wappenkonsolen aufbauendes Sterngewölbe.
Der Altar mit aus Holz gefertigter Säulenarchitektur und einer Reihe von Wappen ist bekrönt von der Reiterfigur des Heiligen Georg. Im oberen Altarbereich sind die Auferstehung Christi, das Weltgericht und die Himmelfahrt dargestellt, in der Predella die Abendmahlsszene. Das Hauptwerk, den Gekreuzigten und zu seinen Füßen die Familie des Carl von Friesen darstellend, wird dem niederländischen Maler Johann de Perre zugeschrieben. Der Altar ist zugleich Epitaph für Carl von Friesen (1551–1599) und dessen Frau Rahel († 1619). Im Chor stehen Grabdenkmale der Familie von Friesen aus dem 16. bis 18. Jahrhundert. Die Kanzel ist für mitteldeutsche Begriffe reichverziert.
Rechts neben dem Triumphbogen befindet sich ein Porträt Martin Luthers, darunter die mit eigenwilliger Schrift versehene Grabplatte des ersten evangelischen „Röth’schen“ Pfarrers Georg Ebert von 1546. Links hinter dem Triumphbogen sieht man das Barockepitaph des Christian August von Friesen, Kammer- und Feldherr im Dienst der sächsischen Krone.
Der spätgotische Taufstein aus Rochlitzer Porphyrtuff und die dazugehörige Taufschale aus dem 19. Jahrhundert stammen aus der dem Braunkohlentagebau zum Opfer gefallenen Kirche von Kreudnitz, die Grabplatten der Familie von Breitenbuch aus der ebenfalls abgerissenen Kirche von Cröbern.

## Silbermann-Orgel
Die größte Sehenswürdigkeit in der Kirche ist die weitgehend im Originalzustand erhaltene Silbermann-Orgel. Neben der Silbermann-Orgel von 1722 in der St. Marienkirche in Rötha ist sie eine der noch wenigen gut erhaltenen Silbermann-Orgeln in Sachsen. Den Bauauftrag gab 1716 der Kirchenpatron Christian August Freiherr von Friesen. Nach seiner Fertigstellung 1721 wurde das Instrument vom Thomaskantor Johann Kuhnau und dem Altenburger Hoforganisten Gottfried Ernst Bestel geprüft. Die Pedalkoppel fügte 1796 Universitäts-Orgelbauer Johann Gottlieb Ehregott Stephani aus Leipzig hinzu. 1935 und 1979/1980 restaurierte die Firma Eule aus Bautzen die Orgel.
Das Instrument hat 23 Register auf zwei Manualen und Pedal. (Stimmtonhöhe: Chorton, 464,9 Hz/a1, Stimmungsart: gleichstufig (seit 1832))

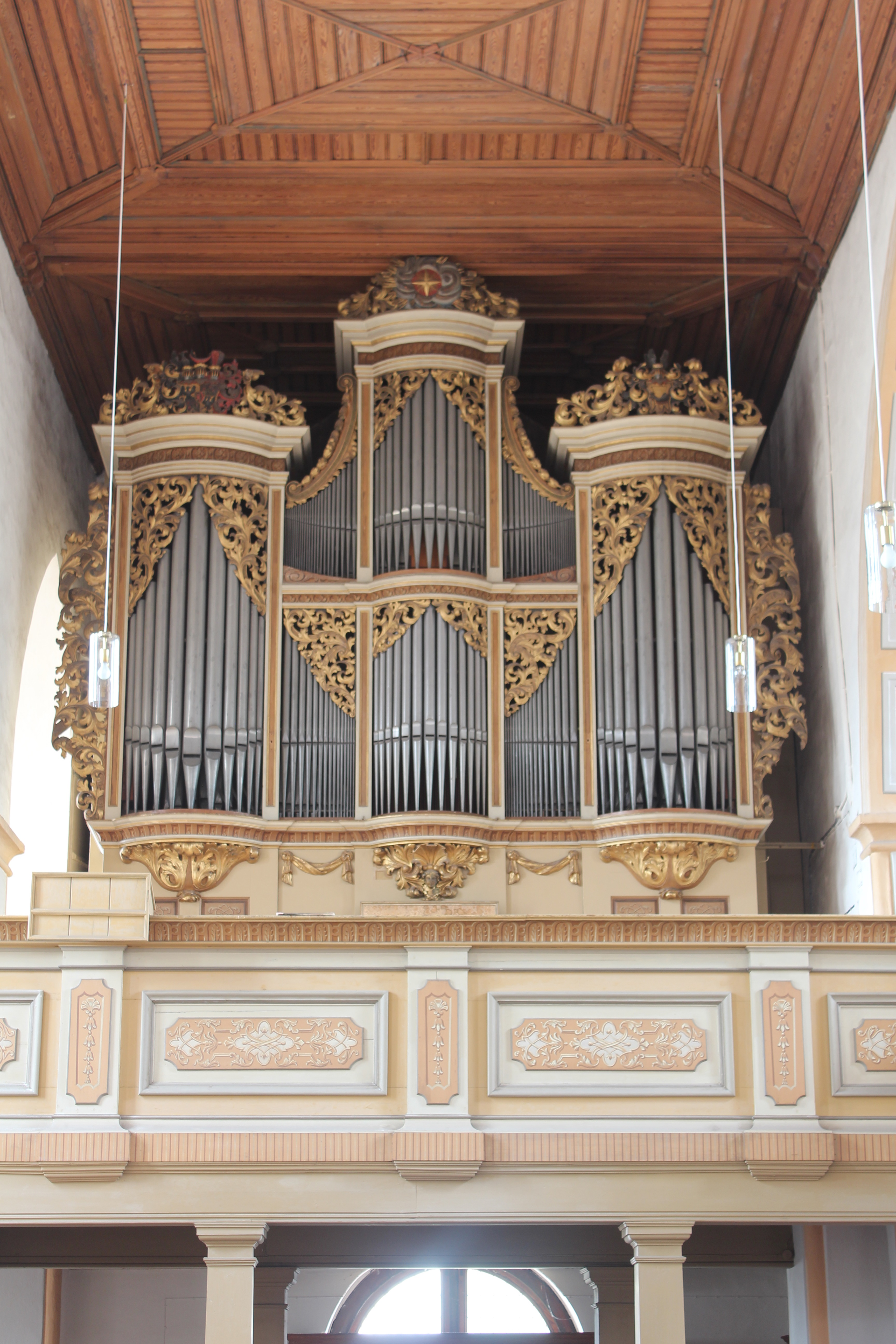
Die Silbermann-Orgel der Georgenkirche
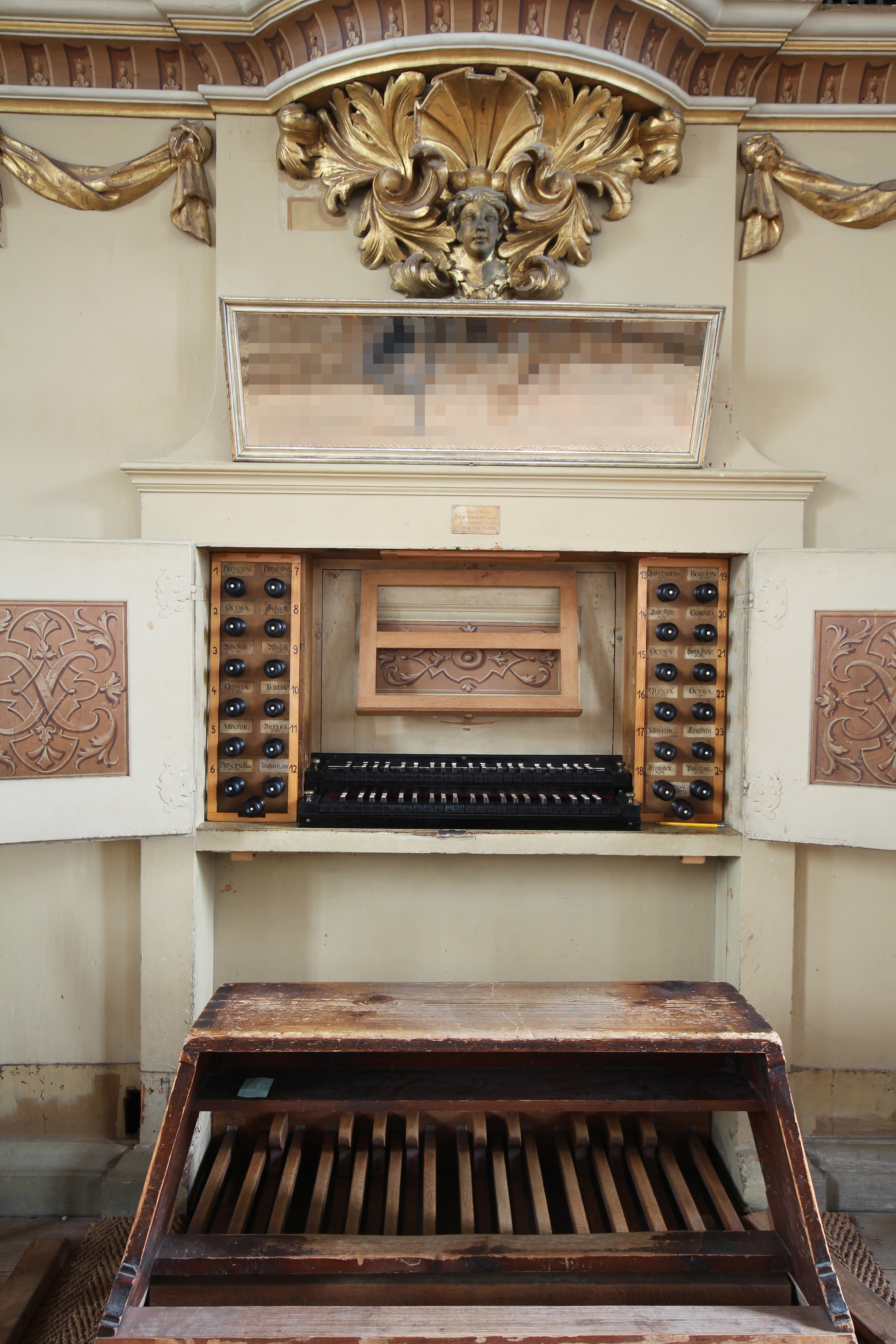
Spielanlage der Silbermannorgel

Die Disposition lautet:
| I Hauptwerk CD–c3  |     |
| Bordun             | 16′ |
| Principal          | 8′  |
| Rohr-Flöte         | 8′  |
| Octava             | 4′  |
| Spitz-Flöte        | 4′  |
| Quinta             | 3′  |
| Octava             | 2′  |
| Cornet III (ab c1) |     |
| Mixtur III         |     |
| Cÿmbeln II         |     |

| II Oberwerk CD–c3 |        |
| Gedackt           | 8′     |
| Quintadena        | 8′     |
| Principal         | 4′     |
| Rohr-Flöte        | 4′     |
| Nasat             | 3′     |
| Octava            | 2′     |
| Tertia            | 1 3⁄5′ |
| Quinta            | 1 ⁄2′  |
| Sifflet           | 1′     |
| Mixtur III        |        |

| Pedal CD–c1    |     |
| Principal-Bass | 16′ |
| Posaune        | 16′ |
| Trommete       | 8′  |

- Koppeln: Schiebekoppel II/I, Pedalkoppel I/P
- Nebenregister: Tremulant